# LATAM Cargo (Brasil)
LATAM Cargo Brasil (anteriormente ABSA Cargo Airlines, Aerolinhas Brasileiras S.A. o TAM Cargo) es una aerolínea de capitales mayoritariamente chilenos, dedicada al transporte de carga de Brasil.
A partir de diciembre de 2001, el accionista mayoritario fue LAN Airlines (73.3%), a través de su empresa LAN Cargo, filial LAN Cargo Overseas Limited, quién adquirió su participación en un monto ascendente a MUS$ 2.100.-
ABSA fue disuelta el 5 de abril de 2016, al completarse la fusión entre LAN Airlines y TAM Airlines. Posteriormente el 5 de mayo de 2016 (tras casi 6 años del inicio de la fusión de LAN Airlines con TAM Líneas Aéreas) empezó a operar oficial y definitivamente como LATAM Airlines lo que significó el cambio de imagen corporativa y marca que se estima que costó USD 60 millones.
LATAM Cargo Brasil posee autorización para efectuar vuelos regulares en Estados Unidos, Chile, Colombia, Perú, Ecuador, Argentina, Panamá, Paraguay y Alemania. En los últimos diez años, ABSA Cargo Airlines expandió sus operaciones y atendió más de 35 destinos internacionales y 10 destinos domésticos, cuando esta poseía este nombre.
Tiene como centro de operaciones base al Aeropuerto Internacional de Campinas, Campinas, São Paulo, considerado el mayor aeropuerto de carga de América Latina. También tiene oficinas en los Aeropuertos de:
- Aeropuerto de Sao Paulo-Guarulhos,
- Aeropuerto Internacional de Galeão,
- Aeropuerto Internacional Eduardo Gomes,
- Aeropuerto Internacional Tancredo Neves,
- Aeropuerto de Eurico de Aguiar Salles,
- Aeropuerto Internacional Afonso Pena,
- Aeropuerto Internacional Salgado Filho.

La aerolínea, al ser parte de LATAM Airlines Group tiene alianza con todas las filiales de LATAM Cargo, además de un acuerdo de vuelos cargueros desde/hacia Fráncfort del Meno, en régimen de código compartido, operados por Lufthansa Cargo. De esta manera, las ventas, el handling de carga, el mantenimiento de aeronaves, el despacho de vuelos y las operaciones de rampa de todos los vuelos de todas las filiales de LATAM Cargo, son efectuados por la filial brasileña.

## Historia
La línea aérea fue establecida y comenzó operaciones el 2 de junio de 1995, Brasil Transair - Transportes Carta de Turismo. Contaba con un avión Douglas DC-8-71F, con vuelos a Bogotá, Caracas, México y Miami.
En noviembre de 2001 LAN Airlines compró una participación mayoritaria en la empresa.
Durante 2005, ABSA Cargo Airlines tuvo una participación del 21% en el movimiento total de la carga aérea internacional (exportación e importación) en los aeropuertos brasileños.
El 13 de agosto de 2010, LAN Airlines anunció ante la SVS sus intenciones de fusionarse con la aerolínea brasileña TAM Líneas Aéreas, creando LATAM Airlines Group, uno de los consorcios aerocomerciales más grandes de Latinoamérica y uno de los mayores a nivel mundial. Posteriormente el 5 de mayo de 2016 (tras casi 6 años del inicio de la fusión con TAM Líneas Aéreas) empezó a operar oficial y definitivamente como LATAM Airlines lo que significó el cambio de imagen corporativa y marca que se estima que costó USD 60 millones.
La filial es propiedad de LATAM Airlines (74%), Jochmann (13%) y TADEF (13%) y tiene 285 empleados.

## Flota
La flota actual de LATAM Cargo Brasil se compone de las siguientes aeronaves:
| Aeronaves           | Total | Pedidos | Matrículas                                           | Antigüedad                                           |
| ------------------- | ----- | ------- | ---------------------------------------------------- | ---------------------------------------------------- |
| Boeing 767-300F(ER) | 3     | —       | PR-ABB                                               | 23,8 años                                            |
| Boeing 767-300F(ER) | 3     | —       | PR-ABD                                               | 18,2 años                                            |
| Boeing 767-300F(ER) | 3     | —       | PR-ACO                                               | 16,1 años                                            |
| Total               | 3     | —       | Edad media de la flota (octubre de 2023): 19,4 años. | Edad media de la flota (octubre de 2023): 19,4 años. |

## Otros servicios
LATAM Cargo Brasil realiza actividades de apoyo y prestación de servicios para compañías aéreas extranjeras que operan en el citado país: 
- GHA (Agente General de Handling) para las empresas British Airways y Lufthansa Cargo en Guarulhos (GRU) y Río de Janeiro (GIG).
- GSA (Agente General de Ventas) + GHA para las empresas LATAM Cargo Chile, LATAM Cargo México y Florida West.
- Despacho Operacional para LATAM Cargo Chile, LATAM Cargo México, además de Florida West en todo Brasil.
- Mantenimiento de aeronaves para LATAM Cargo Chile, LATAM Cargo México y Florida West en todo Brasil.
- Mantenimiento de Línea para aeronaves de pasajeros (PAX) para LATAM Airlines, TACA y Avianca en los Aeropuertos de GRU y GIG.
- Mantenimiento de aeronaves para Tampa en Viracopos (VCP) y Manaus (MAO)